# E大調

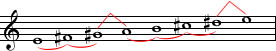
E大調音階（為全音，為半音）

E大調是一個基於E音的大調，由E、F♯、G♯、A、B、C♯、D♯和E組成，調號有四個升號。關係小調是升C小調，並行小調是E小調。E大調和降F大調是異名同音，降F大調有八個降記號，其中還包括一個重降 B，因此很少使用。